# Шелюжко, Лев Андреевич
Лев Андреевич Шелюжко (1890—1969) — украинский энтомолог, лепидоптеролог, доктор биологических наук, профессор, работал в Зоологическом музее Киевского государственного университета.
Организатор одной из крупнейших в Европе рыборазводческих ферм, пионер любительской аквариумистики, владелец одной из крупнейших коллекций чешуекрылых. Участник многих зоологических экспедиций, один из первых сотрудников Украинской академии наук. Во время Великой Отечественной войны эмигрировал в Германию.

## Биография
Происходил из семьи богатого сахарозаводчика и землевладельца Андрея Ивановича Шелюжко. После окончания естественного факультета Киевского университета (1912) открыл собственное коммерческое предприятие по разведению экзотических видов аквариумных рыб и растений (крупнейшее в Российской Империи), которое находилось в усадьбе на ул. Львовской (ныне Артема) 45. Большую часть прибыли Шелюжко вкладывал в свою коллекцию чешуекрылых со всего мира, заложив тем самым основу для университетской коллекции.
С 1920 по 1933 год работал сотрудником Зоологического музея АН УССР.
Во время немецкой оккупации в 1941 году остался в Киеве, работал в Зоологическом музее. Во время наступления советских войск осенью 1943 года ценные энтомологические коллекции музея (прежде всего коллекция бабочек Шелюжко) были отправлены в качестве трофея в Германию, а Л. А. Шелюжко с некоторыми другими украинскими энтомологами (С. Образцов, Павлицкий, С. Парамонов) также выехали вместе с немецким руководством Музея и Института зоологии. Коллекция оказалась в эшелоне, который не добрался до Кёнигсберга, а после окончания войны был найден и возвращён в Киев, где хранится до сих пор в Зоологическом музее Киевского национального университета имени Тараса Шевченко.
С 1943 года находился в эмиграции в Германии, работал научным сотрудником Зоологической коллекции Баварии (1945—1969).
Автор научных работ по энтомологии, зоологии и биологии в советских, немецких, английских и французских научных журналах.

## Основные труды
- Neue palaearctische Heteroceren Deutsch. Ent. Zeit. Iris 40: 56-65 9 (1926).
- Lepidopterologische Ergebnisse der Pamir-Expedition des Kijever Zoologischen Museums im Jahre 1937. II. Neue Lepidopteren aus dem westlichen Pamir Mitt. Munchn. Ent. Ges. Bd. 33. S. 75–85 (1943).
- Zur Kenntnis der Pieris melete-Gruppe Zeitschr. wiener ent. Ges., 45: 4-13, 20-29, 36-51, 5 pis., 2 figs. Monograph. The involved synonymy is given in full (1960).[1]
- Zur Kenntnis der Pieris melete-Gruppe. Teil II. Nordliche Inseln: Sachalin (= Saghalien, Karafuto) und die Kurilen Zeitschr. wiener ent. Ges., 48: 6-10, 51-64, 141, 5 pis., 1 map. 1963.

## Названные в его честь таксоны
В его честь названы бабочки:
- пяденицы Charissa sheljuzhkoi (Schawerda, 1924), Tshimganitia sheljuzhkoi Wehrli, 1935
- голубянка Agrodiaetus phyllis sheljuzhkoi Forster, 1960
- древоточец Cossulus sheljuzhkoi (Zukovski, 1936)
- голубянка подвид Polyommatus vanensis sheljuzhkoi Forster, 1960
- Scotocampa sheljuzhkoi Gyulai & Ronkai, 2002
- Hyponephele sheljuzhkoi Samodurov & Tschikolovez, 1996 [2][3]
- Erebia iranica sheljuzhkoi
- подвид Hyles nicaea sheljuzhkoi (Dublitzky, 1928)[4]

Также было названо два таксона рыб:
- Epiplatys chaperi sheljuzhkoi[5]
- Afronandus sheljuzhkoi (Meinken, 1954) [6].